# Les Démos
Les Démos è una raccolta di demo registrati durante i primi anni di carriera della band francese Peste Noire, pubblicata il 4 aprile 2012.
L'album è diviso in 2 parti, una per ciascun CD.

## Tracce
CD 1Phase Peste
1. Royaume D'Occident – 3:11
2. Les Camps De La Mort – 2:26
3. Gisant Dans La Putréfaction – 3:08
4. A. Supremacy – 3:09
5. Gisant Dans La Putréfaction – 3:49
6. A. Supremacy – 4:22
7. Intro – 1:40
8. Le Mort Joyeux – 5:25
9. Prélude – 0:59
10. 666 Millions D'Esclaves Et De Déchets – 6:35
11. Spleen – 5:45
12. J'éjaculerai Sur Vos Décombres Fumants – 6:17
13. Retour De Flamme (2005) – 4:36
14. Hôpital – 2:25
15. Sérénade De Verlaine – 4:35

CD 2Phase Noire
1. Phalènes Et Pestilence – 16:01
2. Dueil Angoisseus (2005) – 11:03
3. L'Hymne En L'Honneur De La Peste (2005) – 7:21
4. Phalènes Et Pestilence - Salvatrice Averse (2005) – 20:17

Le tracce 1, 2, 3 e 4 provengono dal demo Aryan Supremacy.
Le tracce 5 e 6 provengono dal demo Mémoire Païenne.
Le tracce 7, 8, 9, 10, 11, 12 e 13 provengono dal demo Macabre Transcendance...
Le tracce 14 e 15 provengono dallo split Valfunde/Amesoeurs.
La traccia 16 rappresenta l'intero demo Phalènes et Pestilence - Salvatrice Averse.
Le tracce 17, 18 e 19 sono demo registrate durante l'anno 2005.

## Formazione
- Famine - voce, chitarre
- Neige - batteria, basso
- Argoth - basso
- Winterhalter - batteria
- Audrey Sylvain - voce
- Noktu - basso